# Aftonbladets TV-pris

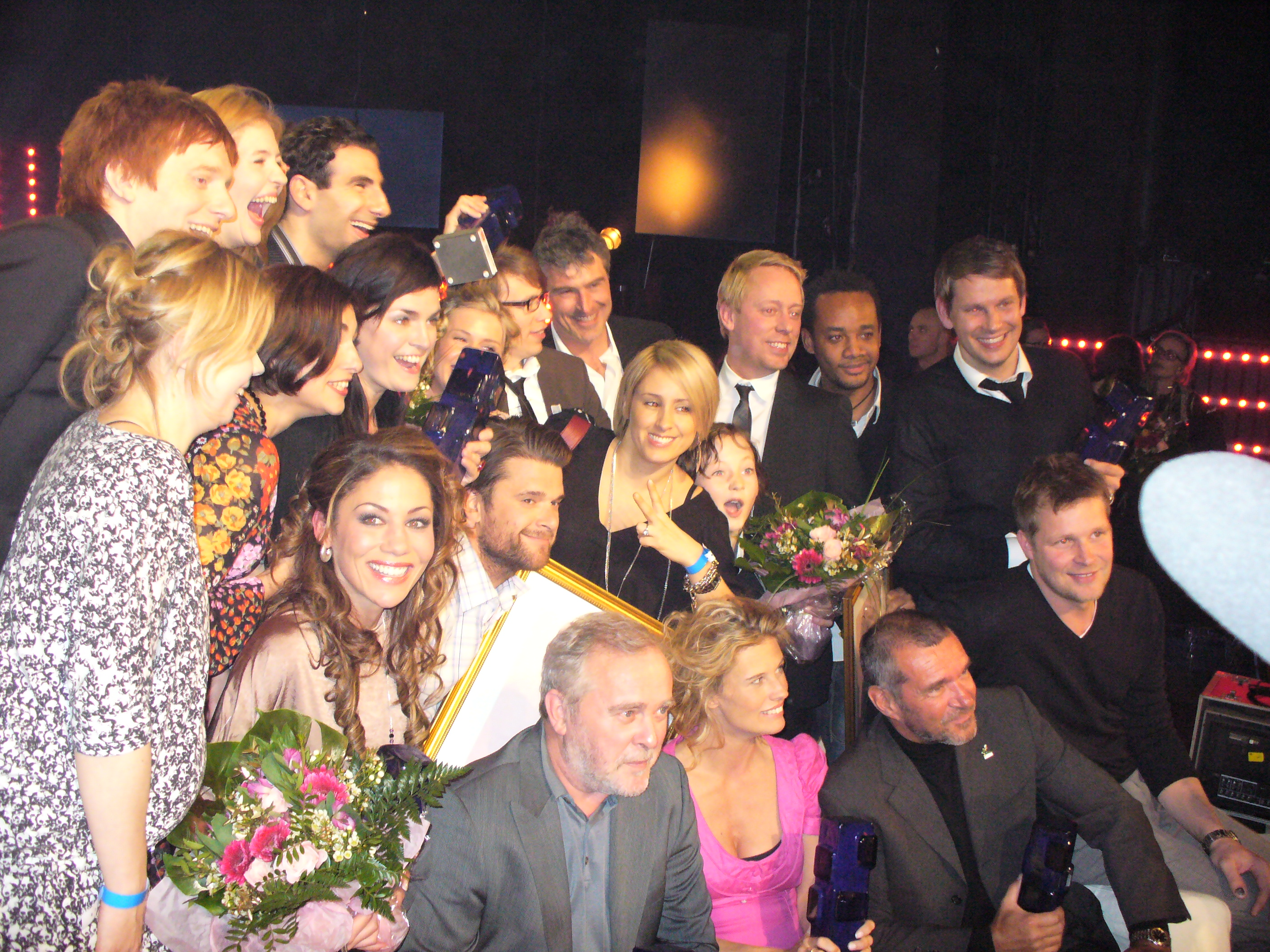
Verleihung 2007:Die Preisträger von 2006

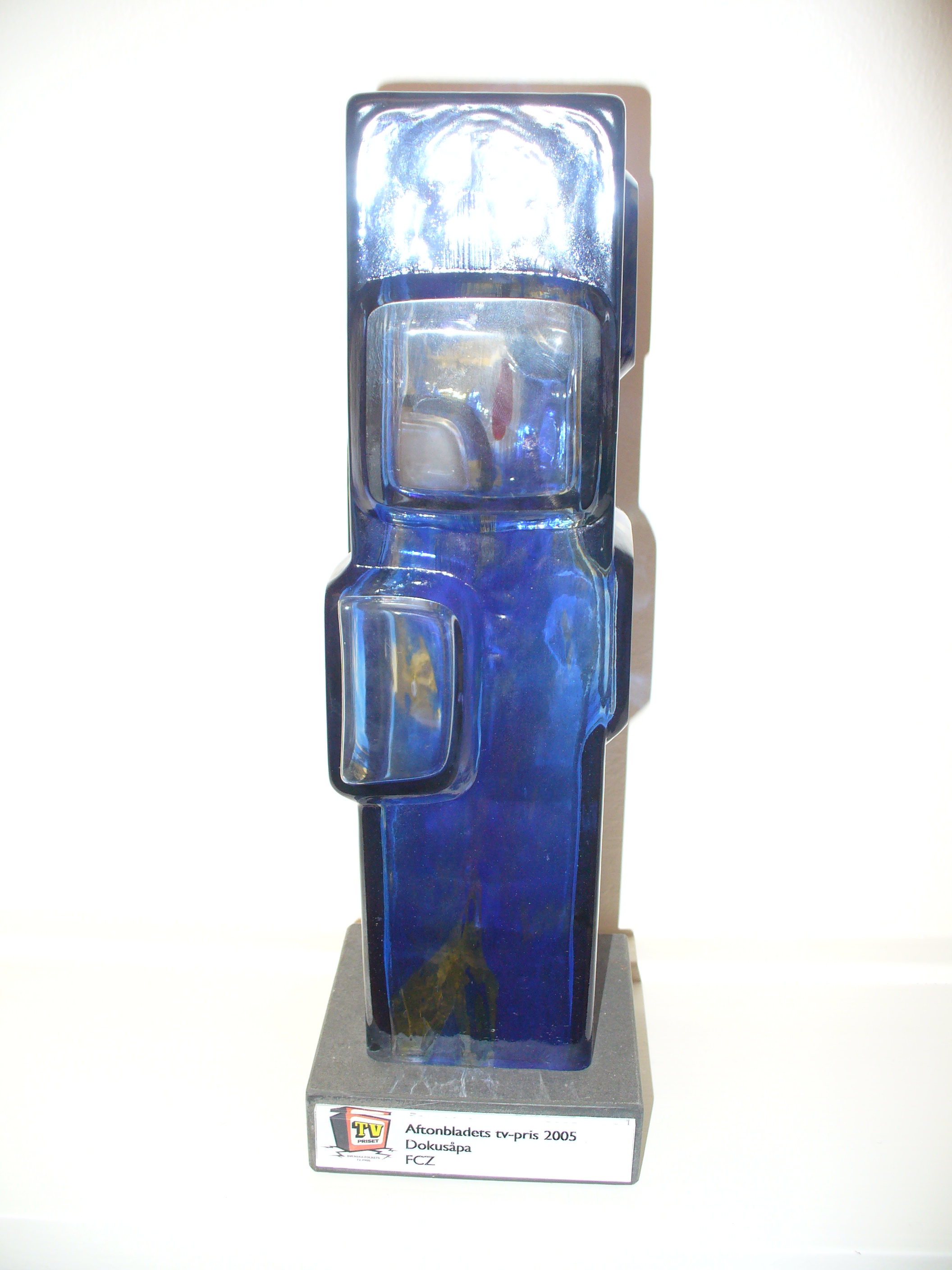
Die Auszeichnung 2005

Der Aftonbladets TV-pris ist ein schwedischer Fernsehpreis, der jährlich von der Zeitung Aftonbladet vergeben wird. Die Wahl erfolgt durch Zuschauerumfrage. Die Sendung wurde im März 2007 erstmals auf Aftonbladets eigenem Fernsehkanal TV7 gesendet (Moderation: Rickard Olsson), zuvor wurde die Gala beim Sender TV4 ausgestrahlt.
Es werden Auszeichnungen in den Kategorien Bestes Programm, Fernseh-Persönlichkeit des Jahres, Beste Schauspieler, Bestes Kinderprogramm, Bester Nachrichtensprecher, Bestes ausländisches Programm u. a. verliehen. Der Aftonbladets TV-pris wird seit 1983 verliehen und ist damit der älteste Fernsehpreis Schwedens.